# Liste de bateaux-musée
Pour un article plus général, voir Navire musée.
Cette page propose une liste non exhaustive de bateaux-musée à travers le monde.

## En Amérique
| Nom              | Localisation                                          | Type                           | Mise en service | Autres caractéristiques                                                         | Site internet du musée             | Photo                                        |
| NCSM Onondaga    | Rimouski, Québec Canada                               | Sous-marin                     | 1967            | Sous-marin conventionnel de la classe Oberon                                    | www.shmp.qc.ca (fr)                |                                              |
| USS Constitution | USS Constitution Museum, Boston États-Unis            | Frégate                        | 1795            | Surnommé Old Ironside                                                           | www.ussconstitutionmuseum.org (en) | L'USS Constitution durant l'Armada Americana |
| USS Growler      | New York, État de New York États-Unis                 | Sous-marin                     | 1955            | Sous-marin lanceur de missiles à propulsion non-nucléaire de la classe Grayback | www.intrepidmuseum.org (en)        |                                              |
| USS Hornet       | Alameda, Californie États-Unis                        | Porte-avions                   | 1943            | Porte-avions de la classe Essex                                                 | www.uss-hornet.org (en)            |                                              |
| USS Intrepid     | New York, État de New York États-Unis                 | Porte-avions                   | 1943            | Porte-avions de la classe Essex                                                 | www.intrepidmuseum.org (en)        |                                              |
| USS Lexington    | Corpus Christi, Texas États-Unis                      | Porte-avions                   | 1943            | Porte-avions de la classe Essex                                                 | www.usslexington.com (en)          |                                              |
| USS Midway       | San Diego, Californie États-Unis                      | Porte-avions                   | 1945            | Porte-avions de la classe Midway                                                | www.midway.org (en)                |                                              |
| Peking           | New York États-Unis                                   | Quatre-mâts barque             | 1911            | Un des derniers cargos à voile puis navire-école                                | www.southstseaport.org (en)        | Le Peking à New York                         |
| USS Nautilus     | Submarine Force Library and Museum, Groton États-Unis | Sous-marin nucléaire d'attaque | 1954            | Premier sous-marin nucléaire                                                    | www.ussnautilus.org (en)           | Le USS Nautilus                              |
| USS Yorktown     | Charleston, Caroline du Sud États-Unis                | Porte-avions                   | 1943            | Porte-avions de la classe Essex                                                 | www.patriotspoint.org (en)         |                                              |
| USS Missouri     | Pearl Harbor                                          | Cuirassé                       | 1944            | Cuirassé de la classe Iowa                                                      | https://ussmissouri.org/ (en)      |                                              |
| Mary A. Whalen   | Red Hook (New York)                                   | Pétrolier                      | 1938            | Pétrolier                                                                       | Redhook Water Stories (en)         |                                              |
| USS Bowfin       | Pearl Harbor                                          | Sous-marin                     | 1943            | Sous-marin de la classe Balao                                                   | http://www.bowfin.org/ (en)        |                                              |

## En Asie
| Nom                | Localisation                           | Type         | Mise en service | Autres caractéristiques                                                    | Site internet du musée        | Photo                            |
| Alexander Grantham | Hong Kong Chine                        | Bateau-pompe | 1953            | Bateau-pompe de Hong Kong                                                  | www.lcsd.gov.hk (en)          | Alexander Grantham à Quarry Bay  |
| Minsk              | Shenzhen République populaire de Chine | Porte-avions | 1975            | Second navire de la classe Kiev                                            |                               | Le Minsk en 1983                 |
| San Juan Bautista  | Ishinomaki Japon                       | Galion       | 1613            | Premier navire d'inspiration européenne construit au Japon, reconstitution | http://hb2.seikyou.ne.jp (ja) | La réplique du San Juan Bautista |
| Aurore             | Saint-Pétersbourg Russie               | Croiseur     | 1903            |                                                                            | www.aurora.org.ru (en + ru)   | L'Aurora à Saint Petersburg      |
| Lénine             | Mourmansk Russie                       | Brise-glace  | 1957            | Navire à propulsion nucléaire                                              |                               | Le Lénine à Mourmansk            |
| Prasae II (en)     | Pak Nam Krasae (en) Thaïlande          | Frégate      | 1944            |                                                                            |                               |                                  |

## Au Moyen-Orient
| Nom            | Localisation       | Type   | Mise en service | Autres caractéristiques                        | Site internet du musée | Photo                           |
| Fateh Al-Khayr | Koweït City Koweït | Boutre | 1938            | Restauré et exposé au Kuwait Scientific Center |                        | Le Jan-Dirk sur le cana de Kiev |

## En Europe
| Nom                      | Localisation                                                            | Type                                                                        | Mise en service         | Autres caractéristiques | Site internet du musée                           | Photo                                  |
| Jan-Dirk                 | Drochtersen Allemagne                                                   | Caboteur côtier                                                             | 1950                    | Géré par l'association Küstenmotorschiffes MS JAN-DIRK e. V. | (de)                                             | Le Jan-Dirk sur le canal de Kiev       |
| Mainz                    | Mannheim Allemagne                                                      | Bateau à roues à aubes                                                      | 1929                    | Bateau-musée de Mannheim. Abrite une exposition permanente sur l'histoire de la navigation sur le Rhin et le Neckar.                                                                                      | www.mannheim.de (de)                             | Le Mainz près de Rüdesheim am Rhein    |
| Passat                   | Lübeck Allemagne                                                        | Quatre-mâts barque                                                          | 1911                    | Un des derniers cargos à voile puis navire-école | www.ss-passat.com (de)                           | Le Passat à Travemünde                 |
| Tovarishch               | Stralsund - Allemagne                                                   | Trois-mâts barque                                                           | 1933                    | Ex-Gorch Fock I | www.gorchfock1.de (de)                           |                                        |
| Tutzing                  | Tutzing - Allemagne                                                     | Navire à passagers                                                          | 1934                    | A navigué sur le lac de Starnberg sans interruption jusqu'en 1995. | www.museumsschiff-tutzing.de/ (de)               |                                        |
| Mercator                 | Ostende Belgique                                                        | Trois-mâts goélette                                                         | 1932                    | Navire-école | http://zeilschip-mercator.presite.be             | Le Mercator à Ostend                   |
| Drazki                   | Varna Bulgarie                                                          | Torpilleur                                                                  | 1904                    | | www.drazki.free.bg (bg)                          |                                        |
| Kalev                    | Lennusadam, Tallinn Estonie                                             | Dragueur de mines                                                           | 1967                    | Dragueur de mines de la classe Frauenlob | www.meremuuseum.ee (ekk + en)                    | Le Kalev à Tallinn                     |
| Lembit                   | Lennusadam, Tallinn Estonie                                             | Sous-marin                                                                  | 1937                    | | www.meremuuseum.ee (ekk + en)                    | Le Lembit à Tallinn                    |
| Grif                     | Lennusadam, Tallinn Estonie                                             | Patrouilleur                                                                | 1976                    | Patrouilleur de la classe Zhuk | www.meremuuseum.ee (ekk + en)                    | Le Grif à Tallinn                      |
| Suur Tõll                | Lennusadam, Tallinn Estonie                                             | Brise-glace                                                                 | 1914                    | | www.meremuuseum.ee (ekk + en)                    | Le Suur Tõll à Tallinn                 |
| Suurop                   | Lennusadam, Tallinn L'Estonie                                           | Patrouilleur                                                                | 1957                    | Patrouilleur de la classe Rihtniemi | www.meremuuseum.ee (ekk + en)                    | Le Suurop à Tallinn                    |
| Torm                     | Lennusadam, Tallinn L'Estonie                                           | Patrouilleur                                                                | 1966                    | Garde-côtes estoniens, patrouilleur de la classe Storm | www.meremuuseum.ee (ekk + en)                    | Le Torm à Tallinn                      |
| Pommern                  | Mariehamn, Åland Finlande                                               | Quatre-mâts barque                                                          | 1903                    | Un des derniers cargos à voile | www.mariehamn.ax (fi)                            | Le Pommern à Mariehamn                 |
| Suomen Joutsen           | Turku Finlande                                                          | trois-mâts carré                                                            | 1902                    | Voilier à prime construit à Nantes | www.forum-marinum.fi (fi)                        | Le Suomen Joutsen à Turku              |
| Sygin                    | Turku Finlande                                                          | Trois-mâts barque                                                           | 1887                    | Navire marchand | www.forum-marinum.fi (fi)                        | Le Sigyn                               |
| Dieu Protège             | Port-Musée, Douarnenez France                                           | Gabare sablière                                                             | 1951                    | Sa spécialité fut l'extraction et le transport du sable. | www.port-musee.org                               | Le'Dieu Protège en restauration (2009) |
| Notre-Dame de Rocamadour | Port-Musée, Douarnenez France                                           | Langoustier Mauritanien                                                     | 1959                    | Langoustier à vivier pour la pêche à la langouste. | Détruit décembre 2024                            | Le Notre-Dame de Rocamadour'           |
| Northdown                | Port-Musée, Douarnenez France                                           | Barge à voile de la Tamise                                                  | 1924                    | Chaland en bois, à mât unique et à bascule, avec deux grandes dérives latérales | Coulée                                           | Northdown                              |
| Saint-Denys              | Port-Musée, Douarnenez France                                           | Remorqueur à vapeur britannique                                             | 1929                    | Remorqueur de la Société de remorquage de Falmouth en Cornouailles. | www.port-musee.org                               | Saint-Denys                            |
| Notre-Dame des Vocations | Port-Musée, Douarnenez France                                           | Thonier                                                                     | 1962                    | Thonier à voile et à moteur d'Audierne. Détient le label Bateau d'Intérêt Patrimonial. | Délabrée et coulée                               | Le'Dieu Protège en restauration (2009) |
| Argonaute                | Cité des sciences et de l'industrie, Paris (Parc de la Villette) France | Sous-marin                                                                  | 1958                    | Sous-marin de la classe Aréthuse | www.cite-sciences.fr                             | L'Argonaute à Paris                    |
| Flore                    | Lorient La Base, Lorient (Ancienne Base des Sous-Marins) France         | Sous-marin                                                                  | 1958                    | Sous-marin de la classe Daphné |                                                  |                                        |
| Calypso                  | Concarneau France                                                       | Dragueur de mines                                                           | 1942                    | Navire utilisé après reconversion par le commandant Cousteau pour tourner ses films | musée jamais ouvert                              | La Calypso à La Rochelle               |
| Colbert                  | Bordeaux France                                                         | Croiseur                                                                    | 1956                    | Dernier croiseur français construit. Musée fermé au public en 2006, retiré du quai l'année suivante et ancré au cimetière des navires de Landévennec. Le Colbert est en cours de destruction depuis 2014. | musée fermé                                      | Le Colbert à Bordeaux                  |
| Duchesse Anne            | Musée portuaire de Dunkerque France                                     | Trois-mâts carré                                                            | 1901                    | Ex-navire-école allemand. Le plus grand conservé en France et le seul visitable. Classé aux monuments historiques.                                                                                        | www.museeportuaire.com                           |                                        |
| Jean Bart                | Musée reconstitution Chantier naval Gravelines (Nord, France)           | Type Navire de ligne de 1er rang Gréement Trois-mâts carré                  | Prévu pour (2027)       | Constructeur Association Tourville Chantier naval Gravelines (Nord, France). Navire de la marine de Louis XIV.                                                                                            | Association Tourville vous souhaite la bienvenue |                                        |
| Hermione                 | Port de Rochefort France                                                | Frégate de 12                                                               | 2014                    | L’Hermione est une réplique du navire de guerre français en service de 1779 à 1793, reconstruite dans l'ancien Arsenal de Rochefort à partir de 1997 et lancée en eaux salées le 7 septembre 2014.        | https://www.hermione.com/accueil/                |                                        |
| Espadon                  | Saint-Nazaire France                                                    | Sous-marin                                                                  | 1960                    | Sous-marin de la classe Narval | www.sousmarin-espadon.com                        | L'Espadon à Saint-Nazaire              |
| La Guilde                | Musée portuaire de Dunkerque France                                     | Péniche fluviale type Freycinet                                             | 1929                    | L'intérieur est occupé par une exposition permanente sur la batellerie en Flandre. | www.museeportuaire.com                           |                                        |
| Redoutable               | Cherbourg-en-Cotentin France                                            | Sous-marin nucléaire lanceur d'engins                                       | 1971                    | Premier sous-marin nucléaire français | www.citedelamer.com                              | Le Redoutable à Cherbourg-en-Cotentin  |
| Sandettié                | Dunkerque France                                                        | Bateau-feu                                                                  | 1947                    | Le dernier construit en France. Classé aux monuments historiques. | www.museeportuaire.com                           |                                        |
| Maillé-Brézé             | Nantes, France                                                          | Escorteur d'escadre                                                         | 1955                    | Classé au titre des monuments historiques depuis le 28 octobre 1991 | www.maillebreze.com (fr)                         |                                        |
| Enrico Toti              | Milan Italie                                                            | Sous-marin                                                                  | 1968                    | Sous-marin de la classe Toti | www.museoscienza.org (it + en)                   | L'Enrico Toti à Milan                  |
| Nazario Sauro            | Gênes Italie                                                            | Sous-marin                                                                  | 1976                    | Sous-marin de la classe Sauro | www.galatamuseodelmare.it (it + en)              | Le Nazario Sauro à Gênes               |
| Fram                     | Frammuseum, Oslo Norvège                                                | Navire d'exploration polaire                                                | 1893                    | Navire d'exploration polaire de Fridtjof Nansen, Otto Sverdrup et Roald Amundsen | fram.museum.no (no)                              | Le Fram en Antarctique                 |
| Amsterdam                | Nederlands Scheepvaartmuseum, Amsterdam Pays-Bas                        | Vaisseau de commerce XVIIIe siècle                                          | 1748                    | Reconstitution | www.scheepvaartmuseum.nl (nl)                    | l'Amsterdam                            |
| Dar Pomorza              | Gdynia Pologne                                                          | Trois-mâts carré                                                            | 1909                    | Ex-voilier allemand, donné à la France et vendu à la Pologne | www.cmm.pl (pl)                                  |                                        |
| HMS Belfast              | Londres Royaume-Uni                                                     | Croiseur                                                                    | 1936                    | | http://hmsbelfast.iwm.org.uk (en)                | Le HMS Belfast                         |
| Cutty Sark               | Greenwich Royaume-Uni                                                   | Clipper                                                                     | 1869                    | Le plus ancien trois-mâts carré conservé. Classé au patrimoine mondial | www.cuttysark.org.uk (en)                        | Le Cutty Sark                          |
| HMS Victory              | Portsmouth Royaume-Uni                                                  | Navire de ligne de première classe                                          | 1765                    | Navire de Nelson à la bataille de Trafalgar | www.hms-victory.com (en)                         | Le HMS Victory                         |
| Santísima Trinidad       | Malaga, Alicante Espagne                                                | Navire de ligne de 1er rang possédant jusqu'à 136 canons, sur quatre ponts. | 1769 (réplique de 2006) | Navire-amiral de l'Armada espagnole à la bataille de Trafalgar |                                                  | Le Santísima Trinidad                  |